# 세계정치
세계정치(Weltpolitik)는 1890년 즉위한 독일 제국 황제 빌헬름 2세가 추진한 제국주의적 외교 정책으로 공격적 외교, 해외 식민지 획득, 건함 경쟁 등을 통해 독일을 세계적 강국으로 바꾸는 것을 목표로 했다. 이는 비스마르크의 현실정치와 비교된다.
세계정치 정책의 기원은 외무장관 베른하르트 폰 뷜로 후작이 1897년 12월 6일 국가의회 회의 도중 "한 마디로 그 누구도 그늘로 몰아내고 싶지는 않지만 양지바른 곳에 우리만의 공간을 요구한다(Mit einem Worte: wir wollen niemand in den Schatten stellen, aber wir verlangen auch unseren Platz an der Sonne)"라고 발언한 것에서 비롯한다.
세계정치는 독일 외교의 변화였다. 빌헬름 2세가 비스마르크를 쫓아낼 때까지 독일은 유럽에서의 양면전쟁 가능성을 멈추려는 노력에 집중했었다. 세계정치 이전에는 군대와 외교를 통해 현상유지에 더 초점을 뒀다. 특히 비스마르크는 해외 식민지 획득을 경계했고 독일을 '정직한 중재자' 역할로서 유지하려고 했다.
세계정치 하에 슐리펜 계획을 통해 증명된 독일의 잠재적 양면전쟁에 대한 우려에도 불구하고 빌헬름 2세는 더 야망적이었다. 식민 정책들은 공식적으로 국가적 위신의 문제가 됐다. 아프리카 분할의 후발주자로서 독일은 다른 열강들을 따라잡고자 더욱 분투했어야 했으나 획득한 식민지들은 좁았다. 그리고 빌헬름 2세의 사회진화론적 입장은 1904년부터 진행된 헤레로·나마 집단학살, 모로코 위기 등에서 드러난다.
영독 해군력 경쟁은 1906년 영국이 드레드노트를 건조했을 때 독일이 실패했다. 영러 협상 및 삼국 협상과 함께 세계정책은 독일이 양면전쟁을 못 막는 것을 증명했다.